# Signi Grenness
Signi Grenness Tholstrup f.Grenness (født 21. august 1919 i København, død 6. april 2003 i Helsingør) var en dansk skuespiller.
Grenness blev uddannet fra Det Kongelige Teaters Elevskole i 1941 og debuterede på Betty Nansen Teatret samme år. Hun var desuden tilknyttet Frederiksberg Teater, Nygade Teatret, Folketeatret, Det Kongelige Teater, Allé-Scenen og Friluftsteatret. I 1950'erne var hun en kort overgang ved Aalborg Teater og medvirkede også i gæstespil på Aarhus Teater.

## Privat
Signi Grenness var datter af maler Johannes Grennes (født 1875, død 1963) og Karen Margrethe Andersen (født 1879, død 1970).
Hun var gift med Knud Tholstrup (født 1904, død 1989). Signi Grenness er begravet på Garnisons Kirkegård i København.

## Filmografi
- Det bødes der for (1944)
- Guds mærkelige veje (1944)
- Hatten er sat (1947)
- Det gælder os alle (1949)
- Lynfotografen (1950)
- Historien om Hjortholm (1950)
- Mosekongen (1950)
- Dorte (1951)
- Husmandstøsen (1952)
- Det gælder livet (1953)
- Den kloge mand (1956)
- Komtessen (1961)
- Hurra for de blå husarer (1970)